# He's Back
Albums de Alice Cooper
A Fistful of Alice
(1997) A Nice Nightmare
(1998)
He's Back est le cinquième album compilation d'Alice Cooper.

## Liste des titres
1. He's Back (The Man Behind the Mask)
2. Freedom
3. Time to Kill
4. Prince of Darkness
5. Thrill My Gorilla
6. Teenage Frankenstein
7. Chop, Chop, Chop
8. Lock Me Up
9. Trick Bag
10. Step On You
11. Great American Success Story
12. Crawlin'
13. Give It Up
14. Roses on White Lace
15. World Needs Guts
16. Not That Kind of Love